# Mulherismo
Mulherismo é uma teoria social profundamente enraizada na opressão racial e de gênero das mulheres negras. Existem diferentes interpretações sobre o que o termo significa e os esforços para proporcionar uma definição concisa e abrangente têm sido apenas marginalmente bem sucedidos. A ambiguidade dentro da teoria permite a expansão contínua dos seus princípios básicos.
Na sua essência, o mulherismo é uma perspectiva de mudança social baseada nos problemas cotidianos e experiências das mulheres negras e de outras mulheres demograficamente minoritárias, mas de forma mais ampla procura métodos para erradicar as desigualdades não apenas para as mulheres negras, mas para todas as pessoas.